# Кастильо, Бренда
Бренда Кастильо (исп. Brenda Castillo; род. 5 июня 1992, Бахос-де-Айна, провинция Сан-Кристобаль, Доминиканская Республика) — доминиканская волейболистка, либеро.

## Биография
Бренда Кастильо родилась в Бахос-де-Айна провинции Сан-Кристобаль в семье Альфонсо и Архентины Кастильо. Волейболом начала заниматься в 10-летнем возрасте в своём родном городе в клубе «Сигло». Первый тренер — Валентин Ариас Лопес. 
В возрасте 15 лет спортсменка дебютировала на национальном клубном уровне, став серебряным призёром чемпионата Доминиканской Республики в составе команды «Сан-Кристобаль». В 2011 году выступала за «Криольяс де Кагуас», выиграв с ним «золото» чемпионата Пуэрто-Рико. С 2012—2015 играла за азербайджанскую «Рабиту», с которой стала 3-кратной чемпионкой Азербайджана и двукратным призёром Лиги чемпионов ЕКВ. В дальнейшем выступала за азербайджанский «Локомотив», бразильский «Бауру», доминиканский «Кристо Рей». 
В феврале 2019 родила дочь и вскоре вернулась в волейбол, возобновив игровую карьеру в августе того же года на Панамериканских играх, где со своей сборной впервые стала победителем. Последующий клубный сезон провела  в бразильском «СеСИ-Бауру». С 2021 играет в Италии — за «Савино Дель Бене» (2021—2023 и с 2024) и «Веро Воллей» (2023—2024), в составе которых выигрывала медали чемпионатов и Кубка Италии, Лиги чемпионов ЕКВ и побеждала в розыгрышах Кубка Вызова ЕКВ 2022 и Кубка Европейской конфедерации волейбола 2023.  
В 15-летнем возрасте Кастильо дебютировала в национальной сборной Доминиканской Республики (на год раньше, чем в молодёжной сборной страны). В её составе дважды становилась чемпионкой NORCECA, 6 раз — победителем розыгрышей Панамериканского Кубка, дважды — чемпионкой Панамериканских игр, 4 раза — победителем Центральноамериканских и Карибских Игр. Трижды принимала участие в Олимпийских играх (2012, 2021, 2024), четырежды — в чемпионатах мира (2010, 2014, 2018, 2022), трижды — в розыгрышах Кубка мира (2007, 2011, 2015, 2019), а также в Гран-при и Лиге наций. Бронзовый призёр Всемирного Кубка чемпионов 2009.
В 2008—2013 играла за молодёжные сборные Доминиканской Республики, в составе которых становилась призёром молодёжных чемпионатов мира и NORCECA.  
В своём игровом амплуа либеро Бренда Кастильо является одной из сильнейших в мире. За свою игровую карьеру по итогам различных официальных турниров мирового, континентального и национального уровня 31 раз признавалась лучшей либеро, 27 раз — лучшей защитницей, 16 раз — лучшей на приёме, а также 5 раз — лучшим игроком.

### Клубная карьера
- 2006 —  «Сигло» (Бахос-де-Айна) — молодёжная команда;
- 2007—2009 —  «Сан-Кристобаль» (Сан-Кристобаль);
- 2009—2010 —  «Мирадор» (Санто-Доминго);
- 2011 —  «Криольяс де Кагуас» (Кагуас);
- 2012—2015 —  «Рабита» (Баку);
- 2015—2016 —  «Локомотив» (Баку);
- 2016—2017 —  «Бауру» (Бауру);
- 2017—2018 —  «Кристо Рей» (Санто-Доминго);
- 2020—2021 —  «СеСИ-Бауру» (Бауру);
- 2021—2023 —  «Савино Дель Бене» (Скандиччи);
- 2023—2024 —  «Веро Воллей» (Монца);
- с 2024 —  «Савино Дель Бене» (Скандиччи).

## Достижения

### С клубами
- двукратный серебряный призёр чемпионатов Доминиканской Республики — 2008, 2018.
- чемпионка Пуэрто-Рико 2011.
- 3-кратная чемпионка Азербайджана — 2013, 2014, 2015;
  - бронзовый призёр чемпионата Азербайджана 2016.
- 3-кратный бронзовый призёр чемпионата Италии — 2023, 2024, 2025.
- серебряный призёр Кубка Италии 2024.

- 3-кратный серебряный (2013, 2024, 2025) и бронзовый (2014) призёр Лиги чемпионов ЕКВ.
- победитель розыгрыша Кубка Европейской конфедерации волейбола 2023.
- победитель розыгрыша Кубка вызова ЕКВ 2022.

### Со сборными Доминиканской Республики
- бронзовый призёр Всемирного Кубка чемпионов 2009.
- двукратная чемпионка NORCECA — 2009, 2023;
  - 3-кратный серебряный призёр чемпионатов NORCECA — 2011, 2013, 2015;
  - бронзовый призёр чемпионата NORCECA 2007.
- двукратная чемпионка Панамериканских игр — 2019, 2023;
  - бронзовый призёр Панамериканских игр 2015.
- 6-кратный победитель розыгрышей Панамериканского Кубка — 2008, 2010, 2014, 20162022, 2025;
  - 5-кратный серебряный призёр Панамериканского Кубка — 2009, 2011, 2015, 2017, 2018;
  - бронзовый призёр Панамериканского Кубка 2007.
- 4-кратная чемпионка Центральноамериканских и Карибских игр — 2010, 2014, 2018, 2023.
- двукратная чемпионка розыгрышей Кубка «Финал четырёх» — 2010, 2015;
  - серебряный (2008) и бронзовый (2009) призёр Кубка «Финал четырёх» NORCECA.
- победитель розыгрыша Кубка чемпионов NORCECA 2015.
- двукратный победитель розыгрышей Кубка «Финал шести» NORCECA.

- серебряный призёр чемпионата мира среди старших молодёжных команд 2013.
- победитель розыгрыша Панамериканского Кубка среди старших молодёжных команд 2012.
- серебряный призёр чемпионата мира среди молодёжных команд 2009.
- двукратный серебряный призёр молодёжных чемпионатов NORCECA — 2008, 2010.

### Индивидуальные
- 2008: MVP, лучшая либеро, лучшая защитница и лучшая на приёме молодёжного чемпионата NORCECA.
- 2009: MVP, лучшая либеро, лучшая защитница и лучшая на приёме молодёжного чемпионата мира.
- 2009: лучшая либеро, лучшая защитница и лучшая на приёме Кубка «Финал четырёх» NORCECA.
- 2009: лучшая либеро, лучшая защитница и лучшая на приёме чемпионата NORCECA.
- 2010: лучшая либеро, лучшая защитница и лучшая на приёме молодёжного чемпионата NORCECA.
- 2010: лучшая либеро, лучшая защитница и лучшая на приёме Панамериканского Кубка.
- 2010: лучшая либеро и лучшая защитница Кубка «Финал четырёх» NORCECA.
- 2010: лучшая либеро и лучшая защитница клубного чемпионата мира.
- 2011: лучшая либеро чемпионата Пуэрто-Рико.
- 2011: лучшая либеро и лучшая защитница Панамериканского Кубка.
- 2011: лучшая защитница молодёжного чемпионата мира.
- 2011: лучшая либеро, лучшая защитница и лучшая на приёме чемпионата NORCECA.
- 2011: лучшая либеро, лучшая защитница и лучшая на приёме Панамериканских игр.
- 2012: лучшая защитница Панамериканского Кубка среди старших молодёжных команд.
- 2012: лучшая либеро, лучшая защитница и лучшая на приёме Панамериканского Кубка.
- 2012: лучшая либеро Олимпийских игр.
- 2013: лучшая либеро чемпионата Азербайджана.
- 2013: лучшая либеро чемпионата мира среди старших молодёжных команд.
- 2013: лучшая защитница чемпионата NORCECA.
- 2014: лучшая либеро чемпионата Азербайджана.
- 2014: лучшая либеро Лиги чемпионов ЕКВ.
- 2014: MVP, лучшая либеро, лучшая защитница и лучшая на приёме Панамериканского Кубка.
- 2014: MVP, лучшая либеро, лучшая защитница и лучшая на приёме Центральноамериканских и Карибских игр.
- 2015: лучшая либеро чемпионата Азербайджана.
- 2015: лучшая защитница Кубка чемпионов NORCECA.
- 2015: лучшая либеро, лучшая защитница и лучшая на приёме Панамериканского Кубка.
- 2015: лучшая либеро и лучшая защитница чемпионата NORCECA.
- 2015: лучшая защитница Кубка «Финал четырёх» NORCECA.
- 2015: лучшая либеро Кубка мира.
- 2016: лучшая либеро, лучшая защитница и лучшая на приёме Панамериканского Кубка.
- 2017: лучшая защитница Панамериканского Кубка.
- 2018: лучшая либеро чемпионата Доминиканской Республики.
- 2018: лучшая либеро, лучшая защитница и лучшая на приёме Панамериканского Кубка.
- 2018: лучшая либеро и лучшая защитница Центральноамериканских и Карибских игр.
- 2020: лучшая либеро олимпийской квалификации NORCECA.
- 2022: лучшая либеро, лучшая защитница и лучшая на приёме Панамериканского Кубка.
- 2023: лучшая на приёме Центральноамериканских и Карибских игр.
- 2023: MVP, лучшая либеро и лучшая защитница чемпионата NORCECA.

## Семья
Муж (с 26 декабря 2014 года) — Хулио Энрике де лос Сантос. 
Дочь — Брианна Джульетта (род. 20 февраля 2019).